# Jeff Sutton
Jeff Sutton, nome completo Jefferson Howard Sutton (Los Angeles, 25 luglio 1913 – San Diego, 31 gennaio 1979), è stato uno scrittore di fantascienza statunitense.

## Biografia
Jeff Sutton è nato a Los Angeles nel 1913. Il padre Thomas Shelley Sutton era il direttore di un giornale e lo stesso Jeff, appena quattordicenne, inizia a lavorare nel mondo della carta stampata come fattorino nella redazione del Los Angeles Examiner. Nel 1932 si arruola nei marines e veste la divisa fino al 1936. Dal 1937 a 1940 riprende a lavorare in una redazione, questa volta come scrittore di testi e fotografo per la rivista International News Photos. Lo scoppio della seconda guerra mondiale lo vede nuovamente arruolato e inviato nel Pacifico. Nel 1941 sposa Eugenia Geneva Sutton, che successivamente diventerà nota come scrittrice con il nome d'arte di Jean Sutton, il cui primo lavoro sarà il romanzo, scritto con il marito, The Beyond, pubblicato nel 1968. I due avranno due figli, Chris nato nel 1946 e Gale nel 1952.
Al termine della guerra, dopo il matrimonio, si sposta con la famiglia nella zona di San Diego, dedicandosi a varie attività professionali; in particolar modo, dalla seconda metà degli anni cinquanta fino all'anno della sua morte, lavora nel campo aerospaziale come esperto in psicologia e fattori umani, settore questo in cui si erano concentrati i suoi studi universitari. Nel 1955 pubblica, per la prima volta dietro compenso, il racconto The Third Empire nel numero di febbraio della rivista Spaceway Science Fiction; da questo momento in poi inizierà a pubblicare un gran numero di opere, alcune delle quali in collaborazione con la moglie.
Jeff Sutton considerava la scrittura più un hobby che una vocazione, una passione che ha coltivato in completa libertà; in particolar modo l'autore prediligeva la fantascienza, genere letterario che gli ha consentito di scrivere senza curarsi delle logiche di mercato, dando libero sfogo alla fantasia.
Muore il 31 gennaio del 1979, nella sua casa di La Mesa presso la Contea di San Diego.

## Opere

### Romanzi
- First on the Moon (1958)
- Bombs in Orbit  (1959)
- Spacehive (1960)
- The Man Who Had No Brains (1961)
- Apollo at Go (1963)
- The Missile Lords (1963)
- L'atomo stagnante (The Atom Conspiracy, 1963)
- Beyond Apollo (1966)
- Super H sull'America (H-Bomb over America, 1967)
- Sparate a vista su John Androki  (The Man Who Saw Tomorrow, 1968)
- Alpha Tauri: missione n. 92 (Alton's Unguessable, 1970)
- Secolo XXIII (Whisper from the Stars, 1970)
- Mnemoblocco di Stato (The Mindblocked Man, 1972)
- Cassady (1979)

### Romanzi scritti con Jean Sutton
- The River (1966)
- The Programmed Man (1968)
- The Beyond (1968)
- Lord of the Stars (1969)
- Immortali fra le stelle (The Boy Who Had the Power 1971)
- Alien from the Stars (1970)

### Racconti
- The Third Empire (1955)
- Dopo Ixmal (After Ixmal, 1962)
- Forerunner (1973)